# 48.º governo da Monarquia Constitucional
O 48.º governo da Monarquia Constitucional, também conhecido como a primeira fase do 10.º governo do Rotativismo, e do 23.º desde a Regeneração, nomeado a 7 de fevereiro de 1897 e exonerado a 18 de agosto de 1898, foi presidido por José Luciano de Castro. 
A sua constituição era a seguinte:
| Cargo                                                                                 | Detentor | Detentor                                         | Período                                        |
| ------------------------------------------------------------------------------------- | -------- | ------------------------------------------------ | ---------------------------------------------- |
| Presidente do Conselho de Ministros                                                   |          | José Luciano de Castro (1834–1914)               | 7 de fevereiro de 1897 a 18 de agosto de 1898  |
| Ministro e Secretário de Estado dos Negócios do Reino                                 |          | José Luciano de Castro (1834–1914)               | 7 de fevereiro de 1897 a 18 de agosto de 1898  |
| Ministro e Secretário de Estado dos Negócios Eclesiásticos e de Justiça               |          | Francisco da Veiga Beirão (1841–1916)            | 7 de fevereiro de 1897 a 18 de agosto de 1898  |
| Ministro e Secretário de Estado dos Negócios da Fazenda                               |          | Frederico Ressano Garcia (1847–1911)             | 7 de fevereiro de 1897 a 18 de agosto de 1898  |
| Ministro e Secretário de Estado dos Negócios da Guerra                                |          | Francisco Maria da Cunha (1832–1909)             | 7 de fevereiro de 1897 a 18 de agosto de 1898  |
| Ministro e Secretário de Estado dos Negócios da Guerra                                |          | José Luciano de Castro (interino) (1834–1914)    | 28 de agosto de 1897 a 25 de setembro de 1897  |
| Ministro e Secretário de Estado dos Negócios da Guerra                                |          | José Luciano de Castro (interino) (1834–1914)    | 9 de junho de 1898 a 11 de julho de 1898       |
| Ministro e Secretário de Estado dos Negócios da Marinha e Ultramar                    |          | Henrique de Barros Gomes (1843–1898)             | 7 de fevereiro de 1897 a 8 de novembro de 1897 |
| Ministro e Secretário de Estado dos Negócios da Marinha e Ultramar                    |          | Francisco da Veiga Beirão (interino) (1841–1916) | 29 de agosto de 1897 a 16 de outubro de 1897   |
| Ministro e Secretário de Estado dos Negócios da Marinha e Ultramar                    |          | Francisco Felisberto Dias Costa (1853–1913)      | 8 de novembro de 1897 a 18 de agosto de 1898   |
| Ministro e Secretário de Estado dos Negócios Estrangeiros                             |          | Matias de Carvalho e Vasconcelos (1832–1910)     | 7 de fevereiro de 1897 a 8 de novembro de 1897 |
| Ministro e Secretário de Estado dos Negócios Estrangeiros                             |          | Henrique de Barros Gomes (interino) (1843–1898)  | 7 de fevereiro de 1897 a 10 de março de 1897   |
| Ministro e Secretário de Estado dos Negócios Estrangeiros                             |          | Henrique de Barros Gomes (1843–1898)             | 8 de novembro de 1897 a 18 de agosto de 1898   |
| Ministro e Secretário de Estado dos Negócios Estrangeiros                             |          | Francisco da Veiga Beirão (interino) (1841–1916) | 30 de abril de 1898 a 18 de agosto de 1898     |
| Ministro e Secretário de Estado dos Negócios das Obras Públicas, Comércio e Indústria |          | Augusto José da Cunha (1834–1919)                | 7 de fevereiro de 1897 a 18 de agosto de 1898  |